# Badmaanjambuugijn Bat-Erdene
Badmaanjambuugijn Bat-Erdene (mong. Бадмаанямбуугийн Бат-Эрдэнэ; ur. 7 czerwca 1964 w somonie Ömöndelger) – mongolski polityk, w młodości judoka i sambista. Trzykrotny olimpijczyk. Zajął trzynaste miejsce w Seulu 1988, siedemnaste w Barcelonie 1992 i odpadł w eliminacjach w Sydney 2000. Walczył w wadze ciężkiej.

## Kariera sportowa
Siódmy na mistrzostwach świata w 1993; uczestnik zawodów w 1995, 1997 i 1999. Startował w Pucharze Świata w latach 1995 i 1996. Zdobył cztery medale na igrzyskach azjatyckich w 1990 i 1994 i na mistrzostwach Azji w latach 1991 - 1995. Trzeci na igrzyskach Azji Wschodniej w 1997, a także na MŚ w sambo w 1990 roku.
Chorąży reprezentacji na igrzyskach w 1988, 1992 i 2000 roku.

## Letnie Igrzyska Olimpijskie 1988
| Konkurencja | Eliminacje                 | Klas. końcowa |
| Konkurencja | Przeciwnik I               | Miejsce       |
| ----------- | -------------------------- | ------------- |
| +95 kg      | Grigorij Wiericzew (URS) P | 13.           |

## Letnie Igrzyska Olimpijskie 1992
| Konkurencja | Eliminacje               | Klas. końcowa |
| Konkurencja | Przeciwnik I             | Miejsce       |
| ----------- | ------------------------ | ------------- |
| +95 kg      | Mitar Milinković (SRB) P | 17.           |

## Letnie Igrzyska Olimpijskie 2000
| Konkurencja | Eliminacje       | Klas. końcowa |
| Konkurencja | Przeciwnik I     | Miejsce       |
| ----------- | ---------------- | ------------- |
| +100 kg     | Pan Song (CHN) P | 1 runda       |

## Działalność polityczna
Od 2004 poseł do Wielkiego Churału Państwowego z ramienia Mongolskiej Partii Ludowo-Rewolucyjnej (od 2010) Mongolskiej Partii Ludowej). Kandydat tej partii w wyborach prezydenckich w 2013, uzyskał 41,5% głosów. W latach 2016–2017 minister obrony Mongolii.
W 2012 odznaczony Orderem Suche Batora.